# آرون بوشنل
في 25 فبراير 2024، توفي آرون بوشنيل، وهو جندي يبلغ من العمر 25 عامًا في القوات الجوية الأمريكية، بعد أن أشعل النار في نفسه خارج البوابة الأمامية لسفارة إسرائيل في واشنطن العاصمة. مباشرة قبل الفعل، الذي تم بثه مباشرة على منصة تويتش، قال بوشنيل إنه كان يحتج على "ما يعانيه الناس في فلسطين على أيدي مستعمريهم" وأعلن أنه "لن يكون متواطئًا بعد الآن في الإبادة الجماعية"، وبعد ذلك سكب على نفسه سائلًا قابلًا للاشتعال وأشعل النار في نفسه مما أدى لإصابته بجروح بليغة أسفرت عن وفاته في اليوم التالي.

## خلفية
درس بوشنل علوم الحاسوب ثم حصل على شهادة CompTIA Security+ للأمن السيبراني في سبتمبر/ أيلول 2020 من جامعة ميريلاند. ويذكر الحساب الشخصي لبوشنل على موقع لينكد إن مشاركته في تلقي تدريب أساسي وفني في القوات الجوية الأمريكية لمدة سبعة أشهر، ومراقبة البنية التحتية لتكنلوجيا المعلومات لمدة عامين. وكان بوشنل يعمل مهندس "ديف أوبس" في البرمجيات ضمن القوات الجوية الأمريكية، كما عمل أخصائيا في تكنولوجيا المعلومات وتطوير الشبكات في شركة Paraclete Press بين عامي 2015-2017. ووفق حسابه على فيسبوك، فإن بوشنل يتابع صفحة مجتمع "طلاب من أجل العدالة في فلسطين" التي تأسست في جامعة ولاية كينت.

## الحادثة

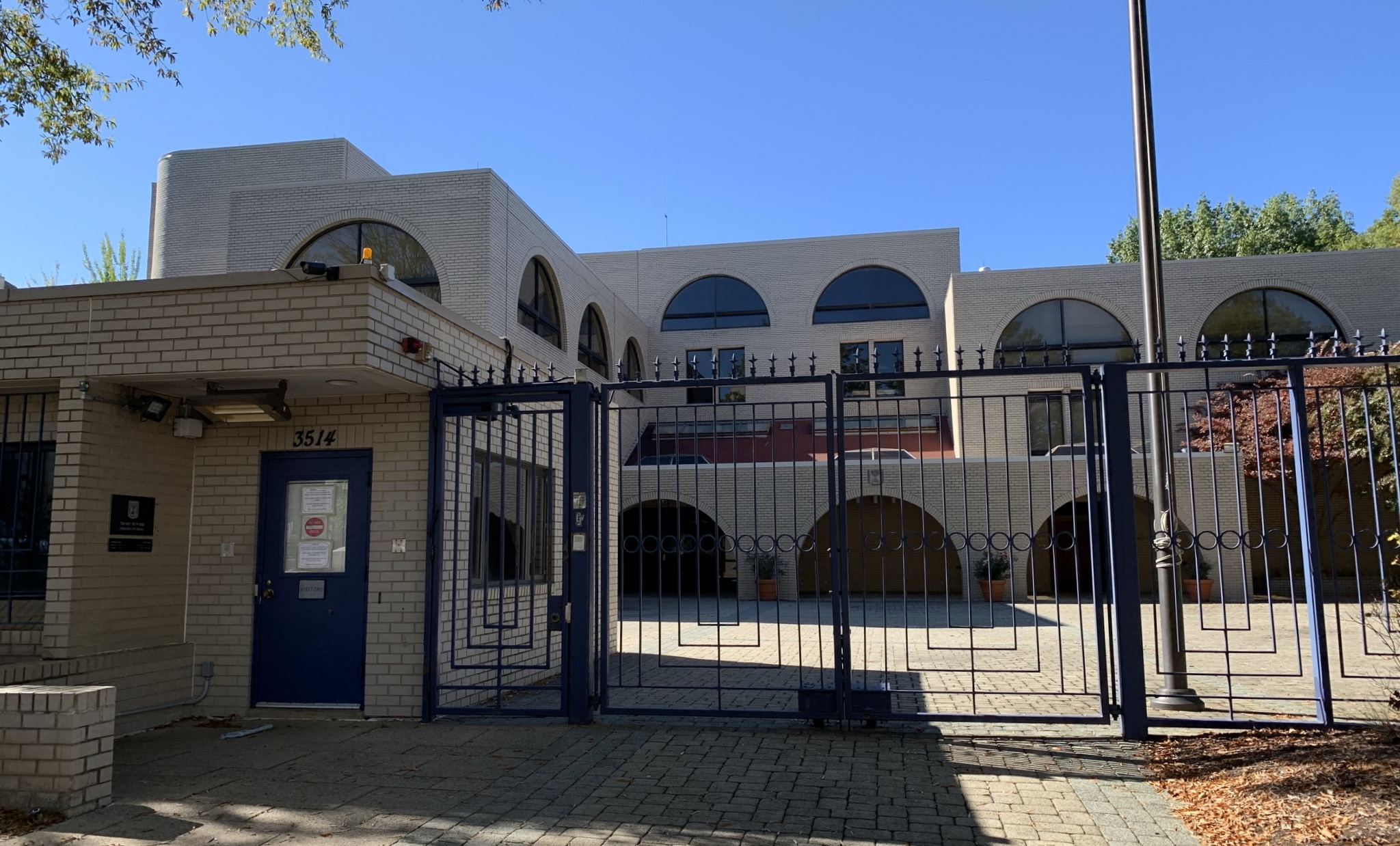
البوابة الأمامية للسفارة الإسرائيلية، حيث أضرم بوشنيل النار في نفسه

كان بوشنل البالغ من العمر 25 عامًا من سان أنطونيو بولاية تكساس، قد توجه إلى السفارة في حي 3500 من "الطريق الدولي" قبل الساعة الواحدة ظهرًا بقليل يوم الأحد، وبدأ بث مباشر على منصة تويتش لبث الفيديو. وقال آرون بوشنل والذي كان يرتدي الزي العسكري في تسجيل مصور بثه على الهواء مباشرة عبر الإنترنت: "اسمي آرون بوشنل، وأنا عضو نشط في القوات الجوية الأميركية ولن أكون متواطئًا بعد الآن في الإبادة الجماعية"، مضيفاً "أنا على وشك المشاركة في عمل احتجاجي متطرف، ولكن مقارنة بما شهده الناس في فلسطين على أيدي الإسرائيليين، فهو ليس متطرفا على الإطلاق". وبعد ذلك سكب على نفسه سائلا شفافا وأضرم النار في جسده وهو يصرخ "فلسطين حرة" مرارا وتكرارا.
كما يظهر في المشاهد أحد أفراد شرطة السفارة وهو يقول لبوشنل «هل يمكنني مساعدتك؟» و«استلق على الأرض»، فيما يقول الشرطي الآخر «نحتاج إلى مطفأة حريق وليس مسدساً».
وكان الطيار الأمريكي قد خصص مدخراته لأطفال فلسطين؛ وطلب التبرع بمدخراته لصندوق مساعدة أطفال فلسطين.
آتى ذلك وسط تزايد الاحتجاجات في الولايات المتحدة ضد العملية العسكرية الإسرائيلية في قطاع غزة التي أعقبت الهجوم غير المسبوق لحركة حماس على إسرائيل في 7 تشرين الأول/أكتوبر. وكان الجيش الإسرائيلي قد شن منذ ذلك الحين حملة عسكرية على قطاع غزة، مما أدى إلى تدمير جزء كبير منه بالإضافة إلى مقتل ما يقرب من 30 ألف شخص معظمهم أطفال ونساء، وفق بيانات فلسطينية وأممية، الأمر الذي أدّى إلى مثول إسرائيل أمام محكمة العدل الدولية بتهم ارتكاب "إبادة جماعية".

## تفاعل

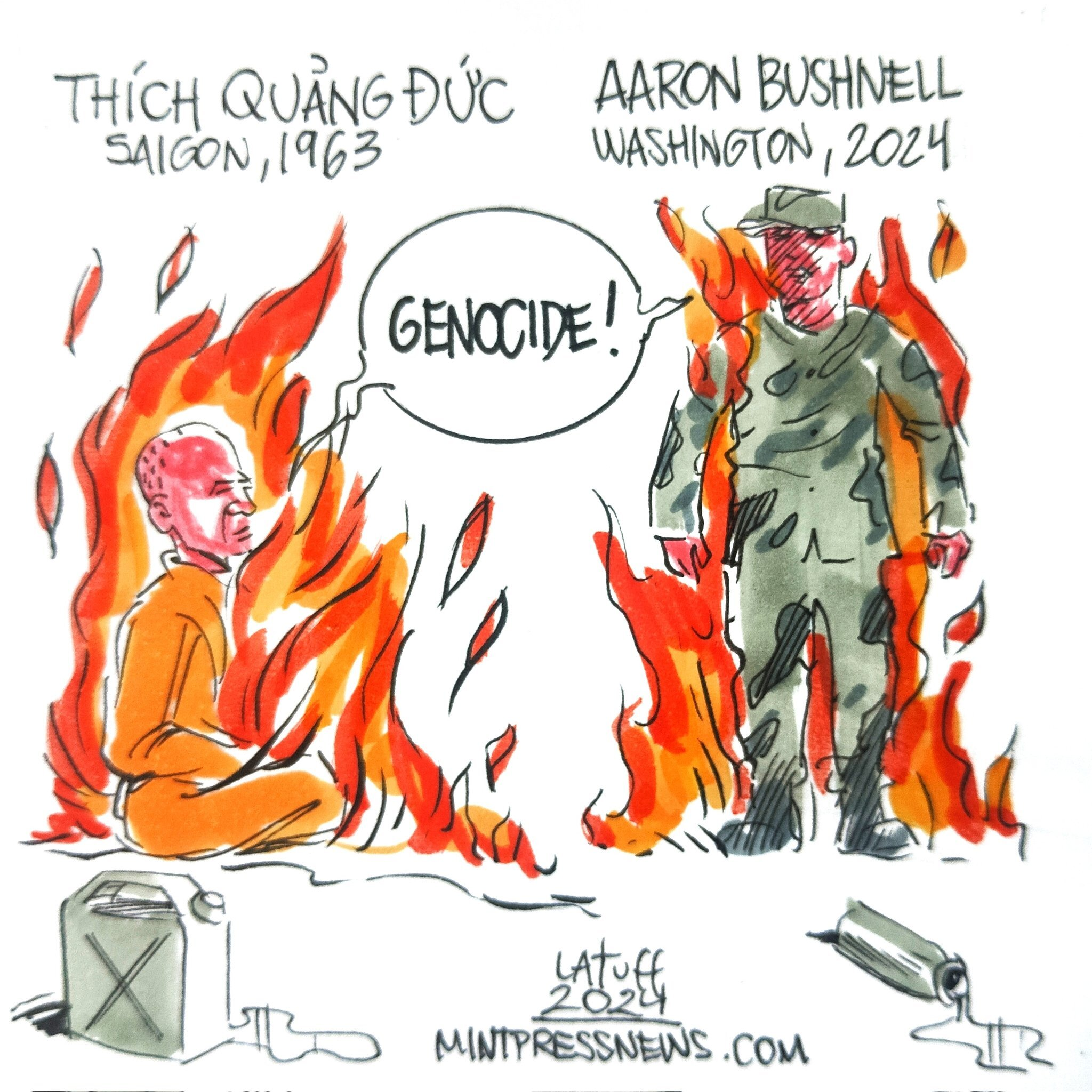
رسم كرتون للتضحية آرون بوشنل بنفسه كما فعل تتش كوان دك. كارلوس لطوف (2024).

أصدرت حركة المقاومة الإسلامية (حماس)، بيانا بشأن حادثة إضرام الطيار الأمريكي آرون بوشنل النار في نفسه أمام السفارة الإسرائيلية في العاصمة الأمريكية واشنطن. وقالت الحركة، في بيان، إنها "تعرب عن تعازيها، وحملت إدارة جو بايدن مسؤولية وفاة الطيار"، وأضافت: "سيبقى البطل آرون بوشنل خالدا في ذاكرة شعبنا الفلسطيني وأحرار العالم، ورمزا لروح التضامن الإنساني العالمي مع شعبنا وقضيته العادلة".
طاقم "من أجل وقف إطلاق النار"، وهي مجموعة من الموظفين في إدارة بايدن، ضغطوا على الإدارة الأميركية من أجل وقف إطلاق النار، وحزِنوا على خسارة بوشنل ودعوا إلى وقف فوري ودائم لإطلاق النار في غزة. وجاء في البيان: “الرئيس بايدن، قائدنا الأعلى، يواصل تجاهل معارضة الموظفين بشأن المعاناة الجماعية الناجمة عن تواطؤ قادتنا”. وقالت حركة الشباب الفلسطيني في منشور لها على إنستغرام: "في حين أن وسائل الإعلام الأمريكية تروج بالفعل للقصة على أنها شاب مريض عقليا ومضطرب، فإن رسالة آرون الخاصة في الثواني التي سبقت فعلته تظهر الوضوح الأخلاقي والبصيرة التي فكر بها وفي النهاية قرر على فعله."
بعد تضحيته بنفسه، أشاد نشطاء مثل آية حجازي ودياب أبو جهجه، وكذلك مرشحة حزب الخضر الأمريكي جيل ستاين، بتصرفات بوشنل، وجميعهم أشادوا به بعد وفاته. صرح السيناتور بيرني ساندرز أنه "من الواضح أنها مأساة فظيعة، لكنني أعتقد أنها تتحدث عن أعماق اليأس الذي يشعر به الكثير من الناس الآن بشأن الكارثة الإنسانية المروعة التي تحدث في غزة، وأنا أشارك هذه المخاوف العميقة".
وفي 26 فبراير أقيمت وقفة احتجاجية على ذكراه أمام السفارة الإسرائيلية، وحضر 100 شخص.
وقال الإعلامي المصري أحمد منصور عبر حسابه على منصة "إكس": "في حادث مروّع وغير مسبوق يهز الولايات المتحدة والغرب الذي يشارك في دعم إسرائيل، ضابط في سلاح الجو الأمريكي يحرق نفسه أمام السفارة الإسرائيلية في واشنطن، ويسجل ما قام به، وذلك احتجاجا على جرائم الحرب والتطهير العرقي الذي تقوم به إسرائيل ضد الفلسطينيين في قطاع غزة، وقد نقلت شبكة NBC التليفزيونية الأمريكية أنه قد توفي".
أثارت تغطية وسائل الإعلام الغربية لحرق بوشنل نفسه انتقادات لمحاولة "تشويه سمعته" و"تخفيف" دافع بوشنل للاحتجاج على الإبادة الجماعية الفلسطينية. وفي عمود بالجزيرة، أعطت بيلين فرنانديز مثالاً لصحيفة نيويورك تايمز التي لم تذكر شيئًا عن دافع بوشنل في عنوان تقريرها وأشارت ضمنًا إلى أن بوشنل قد يكون مريضًا عقليًا من خلال تقديم معلومات الاتصال لمقدم خدمات الصحة العقلية في نهاية المقال. مقالة تايمز عن بوشنل. وأشارت ذا هيل إلى أن التايمز كانت تعامل بوشنل بشكل غير متماثل مقارنة بتغطيتها لقضية إيرينا سلافينا، الصحفية الروسية التي ضحت بنفسها احتجاجًا ضد الحكومة الروسية عام 2020. وتضمن مقال التايمز عن سلافينا عبارة "إلقاء اللوم على الحكومة".

## وصلات خارجية
- نشطاء المنصات يشيدون بالطيار الأميركي الذي أحرق نفسه تنديدا بمجازر غزة